# Johannes Carl
Johannes Carl (gelegentlich auch als Johannes Karl referenziert; * 21. März 1806 in Nauheim, Kurfürstentum Hessen; † 25. Januar 1887 in Preungesheim, heute zu Frankfurt am Main) war ein deutscher evangelischer Theologe, Konsistorialrat und Dichter.

## Leben
Johannes Carl war Sohn eines Salinenarbeiters und wurde zunächst ebenfalls Tagelöhner in der Saline seiner Heimatstadt. Schon bald erwachte in ihm der Wunsch, Lehrer zu werden, und er besuchte zunächst die Realschule in Hanau und studierte später Theologie an der Universität Marburg. 1838 wurde er Vikar und Hilfsprediger und 1840 dritter Pfarrer an der evangelischen Johanneskirche in Hanau. Im „kurhessischen Symbolstreit“ um die strenge Verpflichtung evangelischer Geistlicher auf die Symbolschriften in der Evangelischen Landeskirche in Hessen-Kassel ergriff Carl mit drei Streitschriften die Partei des Marburger Kirchenrechtlers Johann Wilhelm Bickell. 1848 wurde er in das Kurhessische Konsistorium der unierten Diözese Hanau-Fulda aufgenommen und 1851 wurde er Konsistorialrat. 1857 wurde er ferner Schulreferent. Ab 1861 war Carl Pfarrer an der Kreuzkirche in Preungesheim, wo er bis zu seinem Lebensende blieb.
Ab 1836 war Carl auch schriftstellerisch tätig. 1842 dichtete er das Weihnachtslied Der Christbaum ist der schönste Baum, zu dem Georg Eisenbach, Kantor an der Hanauer Marienkirche, die Melodie komponierte. 1875 gab er einen umfangreichen Vermächtnisband heraus, der u. a. seine gesammelten bekennenden Gedichte enthält.
Carl war seit 1841 mit Luise Albertine Spatz (1818–1873) verheiratet, mit der er vier Kinder hatte.

## Werke
- Die Bekenntnißschriften vertheidigt gegen ihre Widersacher im Hessenlande. König, Hanau 1839.
- Wo ist Oel für empörte Wellen? Zweiter Beitrag zur Schlichtung unserer kirchlichen Wirren. König, Hanau 1839.
- Die neue Kirche und ihr Papst, Protest der alten gegen Päpste, dritter Beitrag zur Schlichtung unserer kirchlichen Wirren. In: Hanauer Kirchenbote, König, Hanau, 1839.
- Vilmar wider Ebrard in Sachen Schleswig-Holsteins, oder die christliche Polemik in Kurhessen. Völcker, Frankfurt a. M. 1861.
- Evangelienbuch, oder die Herrlichkeit des eingeborenen Sohnes vom Vater, wie sie die vier Evangelisten gesehen, für mein Haus und meine Freunde. Zimmer, Frankfurt a. M. 1875 (enthält eine Anzahl Gedichte des Verfassers).